# Sabine Kraml

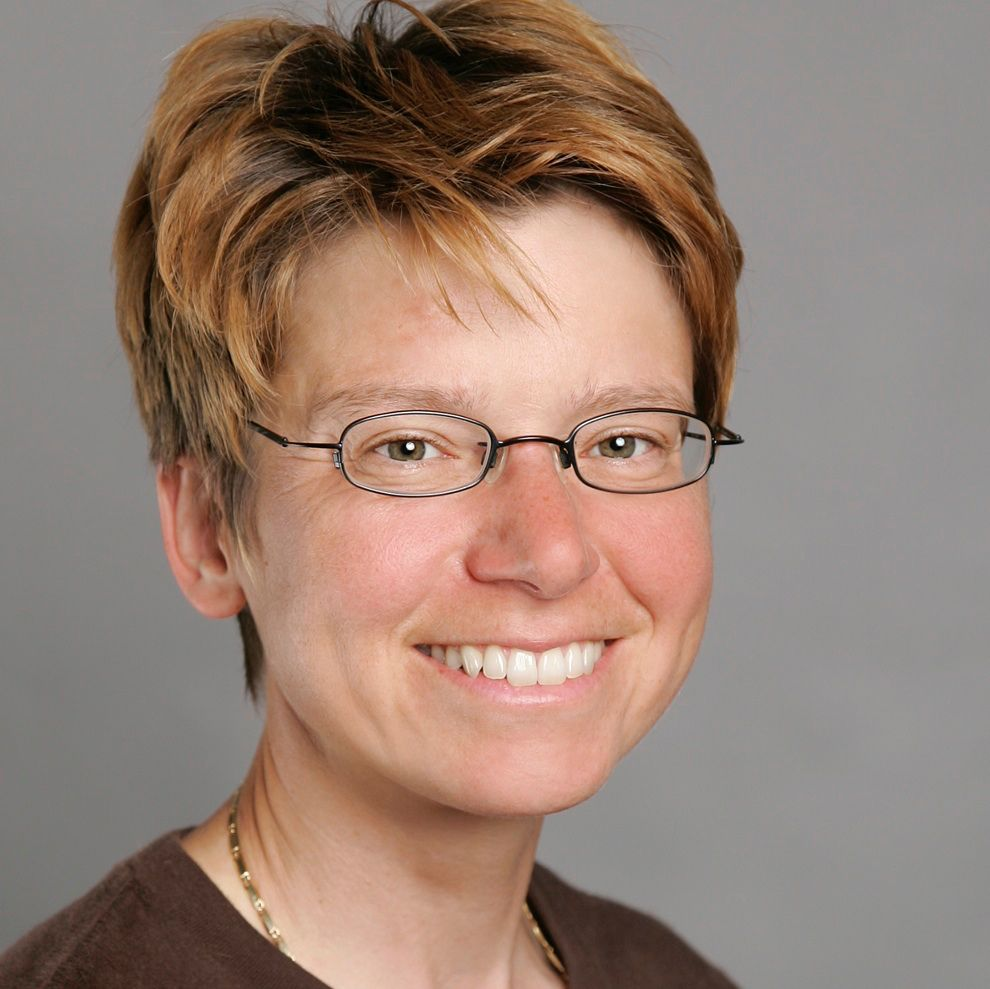
Sabine Kraml (2012)

Sabine Kraml (* 19. Juli 1971 in Steyr) ist eine österreichische Physikerin. Sie arbeitet als Forschungsdirektorin beim CNRS in Frankreich.

## Leben
Kraml besuchte das Bundesgymnasium Steyr-Werndlpark (Matura 1989). Anschließend studierte sie Technische Physik an der Technischen Universität Wien, wo sie 1994 ihren Abschluss als Diplom-Ingenieurin der Technischen Physik machte und schließlich 1999 in Theoretischer Physik promovierte. Ihre Diplomarbeit (1994) sowie ihre Dissertation (1999) führte sie bei Walter Majerotto am Institut für Hochenergiephysik (HEPHY) der Österreichischen Akademie der Wissenschaften (ÖAW) zum Thema der Supersymmetrie durch. 2001 verließ sie das HEPHY um als postdoctoral fellow zum CERN nach Genf zu gehen. 2004 bekam sie ein APART (Austrian Programme for Advanced Research and Technology) Stipendium der ÖAW, das ihr weitere Forschungen am CERN sowie die Habilitation an der Universität Innsbruck ermöglichte. 2007 erhielt sie eine permanente Forschungsstelle beim französischen CNRS und ist seither am LPSC in Grenoble, Frankreich, tätig.
2008–2017 war Kraml Mitglied der Jungen Akademie der ÖAW. 2012 stieg sie im CNRS zum Forschungsdirektor (DR2) auf und 2018 zum Forschungsdirektor 1. Klasse (DR1). 2024 wurde sie für die `Classe Exceptionelle' (DRCE1) vorgeschlagen.
Privat is Kraml passionierte Bergsteigerin und Karateka.

## Forschung
Sabine Kraml beschäftigt sich mit der Theorie und Phänomenologie von Elementarteilchen, insbesondere mit neuen Theorien jenseits des Standardmodells. Ihre Arbeiten betreffen die Suche nach neuen, z. B. supersymmetrischen Teilchen an Teilchenbeschleunigern wie LEP und LHC, die Physik des Higgs-Bosons, sowie die Dunkle Materie. Sie leitete und leitet mehrere große, internationale Arbeitsgruppen, unter anderem CP Studies and Non-Standard Higgs Physics, das Forum on the Interpretation of the LHC Results for BSM studies, sowie die LHC Reinterpretation Working Group.

## Ausgewählte Publikationen

### Phänomenologische Studien
- mit M. M. Altakach, A. Lessa et al.: Global LHC constraints on electroweak-inos with SModelS v2.3. In: SciPost Physics. 2024, doi:10.21468/SciPostPhys.16.4.101, arxiv:2312.16635.
- mit J. Bernon et al.: Scrutinizing the alignment limit in two-Higgs-doublet models: {\displaystyle m_{h}=125} GeV. In: Phys. Rev. D. 2015, doi:10.1103/PhysRevD.92.075004, arxiv:1507.00933.
- mit G. Bélanger et al.: Global fit to Higgs signal strengths and couplings and implications for extended Higgs sectors. In: Phys. Rev. D. 2013, doi:10.1103/PhysRevD.88.075008, arxiv:1306.2941.
- mit H. Baer et al.: Dark matter allowed scenarios for Yukawa-unified SO(10) SUSY GUTs. In: Journal of High Energy Physics. 2008, doi:10.1088/1126-6708/2008/03/056, arxiv:0801.1831.
- mit B. C. Allanach und W. Porod: Theoretical uncertainties in sparticle mass predictions from computational tools. In: Journal of High Energy Physics. 2003, doi:10.1088/1126-6708/2003/03/016, arxiv:hep-ph/0302102.

### Programme
- mit M. M. Altakach et al.: SModelS v3: going beyond {\displaystyle {\mathcal {Z}}_{2}} topologies. In: Journal of High Energy Physics. 2024, doi:10.1007/JHEP11(2024)074, arxiv:2409.12942 [abs].
- mit Tran Quang Loc, Dao Thi Nhung, Le Duc Ninh: Constraining new physics from Higgs measurements with Lilith: update to LHC Run 2 results. In: SciPost Physics. 2019, doi:10.21468/SciPostPhys.7.4.052, arxiv:1908.03952.
- Collider limits on new physics within micrOMEGAs_4.3. In: Comput. Phys. Commun. Band 222, 2018, S. 327–338, arxiv:1606.03834 (sciencedirect.com).
- mit S. Kulkarni, U. Laa et al.: SModelS: a tool for interpreting simplified-model results from the LHC and its application to supersymmetry. In: The European Physical Journal C. 2014, doi:10.1140/epjc/s10052-014-2868-5, arxiv:1312.4175.

### Community Reports und Positionspapiere
- Mit J. Y. Araz et al.: Les Houches guide to reusable ML models in LHC analyses. In: SciPost Physics Community Reports. 2024, doi:10.21468/SciPostPhysCommRep.3, arxiv:2312.14575.
- mit 17 Koautoren: Data and Analysis Preservation, Recasting, and Reinterpretation (Contribution to Snowmass 2021). arxiv:2203.10057.
- mit 32 Koautoren: Publishing statistical models: Getting the most out of particle physics experiments. In: SciPost Physics. 2022, doi:10.21468/SciPostPhys.12.1.037, arxiv:2109.04981.
- mit dem The LHC BSM Reinterpretation Forum: Reinterpretation of LHC Results for New Physics: Status and Recommendations after Run 2. In: SciPost Physics. 2020, doi:10.21468/SciPostPhys.9.2.022, arxiv:2003.07868.
- mit 32 Koautoren: Searches for new physics: Les Houches recommendations for the presentation of LHC results. In: The European Physical Journal C. 2012, doi:10.1140/epjc/s10052-012-1976-3, arxiv:1203.2489.